# میوری ایچیکاوا
میوری ایچیکاوا (انگلیسی: Miori Ichikawa؛ زادهٔ ۱۲ فوریهٔ ۱۹۹۴) موسیقی‌دان اهل ژاپن است.